# Печенката
Адриана Николова, известна повече като Пѐченката (изписвано още: Pe4enkata), е двукратен световен шампион по бийтбокс. Жури е на бийтбокс състезания от световно, национално и регионално ниво по целия свят.

## Биография
Адриана Николова е родена през 1994 г. в Плевен в семейство на музиканти – майка ѝ е пианистка и диригентка, занимавала се с оперно пеене, а баща ѝ свири на кларинет.

### Образование
Учи пиано и оперно пеене в Национално училище по изкуствата „Панайот Пипков“ в Плевен. Мести се в София, където завършва през 2013 г. Национално музикално училище „Любомир Пипков“.

## Спортна кариера
Адриана Николова е трикратен шампион за девойки по тенис на маса на Плевен от 2009 до 2011 г.

## Музикална кариера
На 8 години започва да свири на пиано. Започва за първи път да се занимава с бийтбокс през 2009 г.
Няколко месеца след първата си световна титла (2012 г.) Адриана Николова печели трето място в австрийския конкурс „Император на микрофона“. Отново през 2012 г., при раздаването на Първите български хип-хоп награди (359 awards), получава още 3 приза – „Награда за принос за българската HIP HOP култура в световен мащаб“ (заедно със SkilleR), „Песен на годината" – „Дим да ме няма" с Графа и Бобо. Часове преди церемонията участва заедно с Графа и Бобо в благотворителния концерт „Избери живота“ в зала 1 на НДК, посветен на борбата с рака на маточната шийка.
Има концертни участия в Америка, България, Румъния, Япония, Сърбия, Франция, Белгия и други.

### The Official NESCAFE 3in1 Beatbox Battle
През 2009 г. Адриана Николова завършва на трето място при дебютното си участие в единствения официален турнир по бийтбокс в България The Official NESCAFE 3in1 Beatbox Battle. През 2010 и 2011 г. е на второ място, в конкуренцията на мъже, като единствен представител на жените.

### Световно първенство по бийтбокс
През 2010 получава специална покана за участие от организатора на Световното първенство, но участва за първи път през 2012 г. Първата си титла Адриана Николова печели през 2012 г., след което е председател на журито в следващите издания – 2015 г. и 2018 г. Повторна титла печели на Световно първенство по бийтбокс, провело се в Берлин, 12.08.2023 г., когато в последния момент се отказва да бъде жури.

### Педагогическа дейност
Като педагог подготвя ученици в музикалното изкуство на бийтбокса от 2013 г., като най-малкият е бил на 5 години, а най-възрастният – на 52 г.
Заедно с „Фортисимо“ (Максим, Веско и Хари Ешкенази) изнася образователни концерти „Фортисимо клас“ по новаторска програма за обучение по музика, насочена към учениците от средните училища, която съчетава класическа с модерна музика.
През 2016 г. издателство „Анубис“ включва творбата на Адриана Николова „Петър плет плете“ в урока за фолклорна музика в учебника за VI клас. По-късно е включена и в учебника за IV клас.

### Участие във видео клипове
Адриана Николова участва като бийтбоксър в:
- 2012: „Този бийт“ – първият ѝ самостоятелен клип[20]
- 2012: „Дим да ме няма“ с Графа и Бобо, достигнал второ място в класацията на Българската асоция на музикалните продуценти[21]
- 2013: „Под открито небе“ – дебютният сингъл на Вензи[22]
- 2013: „Либертанго“ на Астор Пиацола, в изпълнение с Веско Ешкенази[23]
- 2014: „Закъснявам, човек“ с Графа и Прея[24]
- 2014: „Давай да пеем“ – пилотен сингъл[25]
- 2016: „Петър плет плете“, под съпровода на гъдуларката Десислава Тодорова[26][27]

### ТВ участия
Освен с многобройни интервюта, Адриана Николова участва и в ТВ предаванията:
- 2017: „Лека нощ, деца“ – в един от трите епизода на кукленото шоу „Хотел Музика“ на „Фортисимо клас“, заснет 4 години по-рано[28][29]

## Актьорство
2018 г. участва в мюзикъла „Достатъчно“, създаден от абсолвенти и студенти на трите академии на изкуствата – музикалната, художествената и театралната, поставен в Музикалния театър.